# NGC 5838
NGC 5838 è una galassia a spirale (SA0) situata prospetticamente nella costellazione della Vergine alla distanza di 68 milioni di anni luce dalla Terra.
Forma una coppia di galassie con l'ellittica NGC 5831. Entrambe fanno parte del gruppo di galassie di NGC 5846 che a sua volta contribuisce alla formazione dell'ammasso di galassie Virgo III, una estensione dell'Ammasso della Vergine.